# Sextier
Sextius ist der Gentilname der Sextier, eines römischen plebejischen Geschlechts. Er wird gelegentlich mit Sestius verwechselt.
Bedeutende Vertreter des Geschlechts waren u. a.:
- Gaius Sextius Calvinus (Konsul 124 v. Chr.), römischer Politiker
- Gaius Sextius Calvinus (Redner), römischer Redner und Politiker
- Gaius Sextius Martialis, kaiserlicher Prokurator
- Lucius Sextius Lateranus, von 376 bis 367 v. Chr. achtmal römischer Volkstribun
- Publius Sextius Lippinus Tarquitianus, römischer Senator
- Publius Sextius Scaeva, Proconsul von Creta-Cyrenae 8/7 oder 7/6 v. Chr.
- Quintus Sextius (1. Jahrhundert), Philosoph und Gründer einer philosophischen Schule
- Sextius Naso (1. Jahrhunderts v. Chr.), römischer Politiker aus dem Kreis der Cäsarmörder
- Titus Aninius Sextius Florentinus († nach 130 n. Chr.), römischer Senator
- Titus Sextius (* ca. 85 v. Chr.), Legat Caesars und Propraetor in Africa
- Titus Sextius Africanus (vor 16; † nach 61), römischer Politiker der neronischen Zeit und Suffektkonsul des Jahres 59
- Titus Sextius Lateranus, römischer Politiker und Senator
- Titus Sextius Magius Lateranus (Konsul 94), römischer Konsul
- Titus Sextius Magius Lateranus (Konsul 197), römischer Konsul und Militär